# Jiří Wowk
Jiří Wowk, též psán jako Jurij nebo Jiří Vovk, vlastním jménem Georgij Vladimirovič Volkov (21. března 1899, Kyjev (Ruské impérium, dnes Ukrajina) – 14. listopadu 1961, Praha) byl český malíř a ilustrátor dobrodružných knih ukrajinského původu.

## Život

### Mládí
Narodil se v tehdejší ruské gubernii, ukrajinském Kyjevě. Rodiče byli vládní úředník Vladimír Fedorovič Volkov a jeho manželka Anna Prokofjevna. V roce 1920 opustil Georgij Vladimirovič Volkov – pozdější Jiří Wowk – Kyjev jako úředník Ukrajinské lidové republiky. Po působení na velvyslanectví v Římě se již do vlasti, která se stala součástí Sovětského svazu, nevrátil a studoval v Itálii soukromě malířství. V říjnu 1922 přicestoval do Československa.

### V Československu
V Československu používal jméno Jiří Vovk. Žil zde s tzv. Nansenovým pasem; ten mu byl za Protektorátu odebrán a nahrazen pasem pro cizince. Československé občanství získal až v roce 1952.
V roce 1923 se zapsal na Filozofické fakultě Univerzity Karlovy, studia však přerušil v roce 1925. Od roku 1925 se zapsal do malířského ateliéru Sergeje Alexandroviče Maka (1885–1953). Mako, ruský emigrant, se do Československa přistěhoval z Paříže; v Praze založil Ukrajinskou akademii plastického umění, oficiálně nazývanou Ukrajinské studio plastického umění (Украинская студия пластических искусств), na které vyučoval. Wowk patřil do skupiny slovanských malířů Skify (Skythové), kterou Mako v roce 1929 založil. Skupina vystavovala roku 1930 v pražském Denisově institutu. Rozpravy Aventina, které věnovaly výstavě podrobnou pozornost, charakterizovaly Wowkovo dílo pouze slovy: „Ukrajinec J. Wowk se nutí do zvláštností.“ Lidové noviny Wowkovu účast na výstavě pouze zaznamenaly.
Do konce 2. světové války patřil Wowk mezi vytížené ilustrátory. Po roce 1948 si musel přivydělávat příležitostnými výtvarnými díly a soukromým vyučováním jazyků.

### Soukromý život
Během studií se seznámil s Milenou Hladíkovou-Uzelacovou (1887-1976), matkou dvou synů, z nichž z jednoho se stal skladatel a dirigent Milivoj Uzelac (1919–1988). I když ze sňatku připravovaného v roce 1925 sešlo, Jiří Wowk s Milenou Hladíkovou žil a podílel se na výchově jejích synů. (V pražském adresáři 1938-1939 jsou oba uvedeni na shodné adrese Řetězová 2.)

### Závěr života
Zemřel v Praze, pohřben byl na pražských Olšanských hřbitovech (část 2ob, odd. 18, č. hrobu 389). Hrob je od roku 2017 adoptován Ukrajinskou iniciativou v ČR, z.s..

## Pravopis příjmení
Československým úřadům Jiří Wowk své pravé příjmení Volkov neudal. Forma příjmení užívaného v Československu kolísala mezi Vovk (v pražském adresáři 1937-1938 je uveden jako Vovk Jurij, akad. mal.,I Řetězová 2) a Wowk (tak je jméno uvedeno v tiráži většiny jím ilustrovaných knih). Stejně tak je křestní jméno uváděno ve formě Jurij i Jiří.

## Jiří Wowk a hermetismus
Zdroje zabývající se hermetismem uvádějí, že Jiří Wowk byl členem spolku českých hermetiků Universalia, jejímiž dalšími členy byli např. Felix Achille de la Cámara či Jiří Arvéd Smíchovský. Z členů Universalie patřil mezi jeho nejbližší přátele František Kabelák. Cámarovi ilustroval knihu Královské potěšení Isis.

## Dílo
První knihou, kterou Jiří Wowk ilustroval (pod jménem Jury Wowk) ještě před příchodem do Československa, jsou ukrajinské pohádky (Ukrainische Volksmärchen) vydané německy roku 1921 ve Vídni.
Níže uvedený výčet knižních ilustrací vydaných v ČSR je neúplný.

### Ilustrace vydané za autorova života
- Od carského orla k rudému praporu: román o čtyřech dílech (autor Pjotr Nikolajevič Krasnov, překlad dr. Jan Kessler; Praha, tři vydání v nakladatelství Šolc a Šimáček 1926-1927, 1930 a 1931)
- D’Artagnan contra Cyrano de Bergerac. Díl III, Tajemství Bastilly (Autoři Paul Féval syn a M. Lassez, přeložil Ota Milevský, V Praze, Šolc a Šimáček, 1929)
- Paměti hraběte d’Artagnana, kapitána-lieutenanta první setniny královských mušketýrů (sepsal Gatien Courtils de Sandras, kapitán pluku de Champagne ; s úvodem a poznámkami Fernanda Dagrona ; přeložil A. C. Acharat, V Praze, Šolc a Šimáček, 1930)
- Marobud (román z doby Markomanů v Čechách, autor Adolf Velhartický, V Praze, Šolc a Šimáček, 1930)
- Katvalda (román z doby Markomanů v Čechách, autor Adolf Velhartický, V Praze, Šolc a Šimáček, 1931)
- Modrý démon (dobrodružný román, autor André Armandy, přeložil A.C. Acharat, Praha, Šolc a Šimáček, 1931-32)
- Malý lord (Fauntleroy) (autor Frances Hodgson Burnettová, Praha, Šolc a Šimáček, 1933)
- Nalezenec v oceáně (námořnické povídky, autor K.M. Stanjukovič, překlad G. Akimov, V Praze, Rebcovo nakladatelství, 1934)
- Nobody – 1. Princ z neznáma, 2. Pán země (autor Robert Kraft, přeložil Karel Čvančara, V Praze, Toužimský a Moravec, 1935)
- Hvízdavý Dan (román z cyklu Nezkrotní, autor Max Brand,přeložil W.F. Waller, V Praze, Toužimský a Moravec, 1936)
- Na jih od Rio Grande (román, autor Max Brand,přeložil A. Kyzlink, V Praze, Toužimský a Moravec, 1937)
- Noční jezdec (román z cyklu Nezkrotní, autor Max Brand, přeložil W.F. Waller, V Praze, Toužimský a Moravec, 1937)
- Sedmý muž (autor Max Brand, přeložil W.F. Waller, V Praze, Toužimský a Moravec, 1937 )
- Tarzan – 11 dílů, (autor Edgar Rice Burroughs, přeložili Zdeněk Matěj Kuděj, J. J. Svoboda a Vl. Vorel, Praha, Toužimský a Moravec, 1937–1939)
- Usměvavý Charlie (román, autor Max Brand přeložil Josef Vorel, V Praze, Toužimský a Moravec, 1937)
- Veselý Jack (román, autor Max Brand, přeložil Josef Vorel, V Praze, Toužimský a Moravec, 1937)
- Postrach Arkansasu (autor Max Brand, přeložil Frant. Heller, V Praze, Toužimský a Moravec, 1938)
- Smečka Haverilů – Pevnost Morganů, Laredo Kid (autor Gregory Jackson, přeložil Josef Vorel, Praha, Toužimský a Moravec, 1938)
- Zálesák (za zlatem do země Apachů, autor Gabriel Ferry, přeložil Karel Čvančara, Praha, Toužimský a Moravec, 1938)
- Biggles – Biggles ve Španělsku, Biggles letí kolem světa, Biggles a zlaté dublony, Biggles a Himalája, Biggles letí na jih (autor William Earl Johns, přeložili J. J. Svoboda, A. Kyzink, Praha, Toužimský a Moravec, 1939–1940)
- Princ z Miramare (tisíc dnů Maxmilianova císařství v Mexiku, román z cyklu Mexický císař, autor František Josef Čečetka, Praha, Toužimský a Moravec, 1939)
- Srdcová sedma (autor Max Brand, přeložila A. Čermáková, Praha, Toužimský a Moravec, 1940)
- U Veliké řeky (dobrodružství dávných lovců na Vltavě, autor Eduard Štorch, Praha, Toužimský a Moravec, 1940)
- Zastavený příval (list z počátků našich dějin, autor Eduard Štorch, Praha, Toužimský a Moravec, 1940)
- Železný oř (autor Max Brand, přeložil F.J. Khodl, Praha, Toužimský a Moravec, 1940)
- Tenká jako skořepina (Román o útoku na zeměkouli, autor Rudolf Heinrich Daumann, přeložil Franta Štěpánek, Praha, Toužimský a Moravec, 1940)
- Nebezpečí z vesmíru (technický román, autor Rudolf Heinrich Daumann, přeložil Ing. F. Štěpánek, Praha, Toužimský a Moravec, 1941)
- Útok na slunce (román, autor Rudolf Heinrich Daumann, přeložil Ing. F. Štěpánek, Praha, Toužimský a Moravec, 1941)
- Ponurý ranč (román, autor Max Brand, přeložil J.J. Svoboda, Praha, Toužimský a Moravec, 1941)
- Japonské pohádky (autor Barbora Markéta Eliášová, V Praze, Rebcovo nakladatelství, 1943)
- Královské potěšení Isis (nejstarší báje lidstva, autor Felix Achille de la Cámara, Červený Kostelec, Doležalovo nakladatelství, 1943)
- Tichomořští žraloci (dobrodružný román, autor Willibald Yöring, Budějovice, Společenská knihtiskárna, 1943)
- Tygr za polárním kruhem (humoristický román, autor Vítězslav Šmejc, Praha, Šolc a Šimáček, 1946)
- Kapitán Nemo. Nemova říše (autor J. M. Troska, Praha, Karel Červenka, 1947)
- Prázdniny ve hvězdách (román devíti dětí a jednoho psa/vědeckofantastický román pro chlapce do 15 let, autor Marie Grubhoferová, Praha, Alois Hynek, 1947)
- Přistání zakázáno (osud lodi opuštěné kapitánem, autor Vojmír Šimonek, Praha, Toužimský a Moravec, 1948)

### Posmrtná vydání
(knihy stejného autora a téhož vydavatele vydané v jednom roku nebo v těsné návaznosti jsou uvedeny na společném řádku)
- Biggles – Biggles a zlaté dublony, Biggles letí na sever, Biggles na stopě, Biggles ve Španělsku, Biggles letí na jih (autor William Earl Johns, přel. J. J. Svoboda, Praha, Gennex –: Toužimský a Moravec, 1990, 1993 a 1994)
- D’Artagnan kontra Cyrano de Bergerac. Díl I-II, Tajemný rytíř, Královnina muka, Díl III-IV, Tajemství Bastily, Buckinghamovo dědictví (autor Paul Féval syn a M. Lassez, přeložil Ota Milevský, Praha, Ivo Železný, 1991–1992)
- Malý lord (autor Frances Hodgson Burnettová, zpracoval a upravil Jindřich Kašák, Praha, Kosík, 1991 a Road, 1991, úprava Jana Pacnerová)
- Prázdniny ve hvězdách (román devíti dětí a jednoho psa/vědeckofantastický román pro chlapce do 15 let, autor Marie Grubhoferová, Praha, Road, 1991)
- Přítel mraků – českoslovenští stíhači ve Velké Británii (autor František Fajtl, Praha, Toužimský a Moravec, 1991)
- Tarzan – sv. 4 Tarzanův syn, sv. 5 Tarzan a poklad Oparu (autor Edgar Rice Burroughs, Praha, Magnet-Press 1991)
- Křídla nad pouští (Příběhy stíhacích letců v Libyjské poušti, autor Václav Kubec, Praha, Toužimský a Moravec, 1992)
- Nobody – Tajemný muž, Pán pouště, Ostrov smrti, Záhada serailu, Vyznavač ohně, Indian Bill, Dračí jezero, Ukradená Niagara, Ďábelský dvojník, Kaňon duchů, Lovci diamantů (autor Robert Kraft, Praha : Ostrov, 1992–1995)
- Tři mušketýři – Některá dobrodružství ze života a činů pěšáků Terence Mulvaneyho, Stanleyho Ortherise a Johna Learoyda (autor Rudyard Kipling, překlad Viktora Beneše upravila Zlata Kufnerová, Praha, Toužimský a Moravec, 1992)
- Na jih od Rio Grande (autor Max Brand, přel. A. Kyzlink, Praha, Toužimský a Moravec, 1993)
- Železný oř (autor Max Brand, přel. F. J. Khodl, Praha, Toužimský a Moravec, 1993)
- Nobody – Princ z neznáma, Pán země, Ukradená Niagara, Nobody stíhá Nobodyho, Indián Bill (autor Robert Kraft, přeložil Karel Čvančara ; jazyková úprava Petr Dorňák, Brno, Návrat, 1994)
- Noční jezdec (nezkrotní) (autor Max Brand, jazyková úprava A. Součková-Poková, Praha, Toužimský a Moravec, 1994)
- Sedmý muž (autor Max Brand, jazyková úprava Alena Součková-Poková, Praha, Toužimský a Moravec, 1994)
- Jeff od Putující řeky (autor Jackson Gregory, přeložil Josef Vorel, Brno, Návrat, 1995)
- Posel z nebes – příběhy statečných mužů (povídky: Posel z nebes, autor Jiří Medula, Jsem námořník, autor Frank Laskier, Třetí fronta, autor Jaroslav Langr, Operace Hemingway, autor Allan A. Michie; ilustrovali Zdeněk Burian, Bohumil Konečný a Jiří Wowk, Praha, Toužimský a Moravec, 1995)
- Postrach Arkansasu, Příjemný Jim, Veselý Jack, Zpívající pistole (autor Max Brand, Praha, Toužimský a Moravec, 1995)
- Kamenná tvář, Usměvavý Charlie (autor Max Brand, Praha, Toužimský a Moravec, 1996)
- Peklo v ráji (autor J. M. Troska, Praha, Leprez, 1997)
- Srdcová sedma (autor Max Brand, Praha, Toužimský a Moravec, 1997)
- Zálesák – za zlatem do země Apačů (autor Gabriel Ferry, Praha, Toužimský a Moravec, 1997)
- Bělouš prérie (autor Gabriel Ferry, Praha, Toužimský a Moravec, 1998)
- Hvízdavý Dan, Noční jezdec, Příjemný Jim, Rudý Jestřáb, Sedmý muž (autor Max Brand, Brno, Návrat, 1998)
- Zlatý roh (autor Max Brand, jazyková úprava Jiří Hromádko, Praha, Toužimský a Moravec, 1998)
- Modrá sojka, Na jih od Rio Grande, Srdcová sedma, Šest stop, pět, Veselý Jack, Železný oř (autor Max Brand, Brno, Návrat, 1999)
- Muž proti muži, Šest stop pět (autor J. Gregory, jazyková úprava dle původního vydání Alena Novotná, Praha, Toužimský a Moravec, 1999)
- Pistole míru (autor J. M. Troska, Praha, Toužimský & Moravec, 2005)
- Nezkrotní - 1. Hvízdavý Dan, 2. Noční jezdec, 3. Sedmý muž, 4. Dcera Dana Barryho (Autor Max Brand, přeložil W.F. Waller, Praha, Toužimský & Moravec, 2015)